# Sharafkand
Sharafkand (persiska: شرفکند) är en ort i Iran.   Den ligger i provinsen Västazarbaijan, i den nordvästra delen av landet, 500 km väster om huvudstaden Teheran. Sharafkand ligger 1 564 meter över havet och antalet invånare är 145.
Terrängen runt Sharafkand är kuperad.Runt Sharafkand är det ganska tätbefolkat, med 155 invånare per kvadratkilometer. Närmaste större samhälle är Jambūgheh, 19,1 km sydost om Sharafkand. Trakten runt Sharafkand består i huvudsak av gräsmarker.